# Grandcourt Road Cemetery
Le Grandcourt Road Cemetery (cimetière britannique de Grandcourt) est un cimetière militaire de la Première Guerre mondiale, situé sur le territoire de la commune de Grandcourt, dans le département de la Somme, au nord-est d'Amiens.

## Localisation
Ce cimetière est situé en plein champ, à 2 km au sud du village. On y accède par un chemin rural puis un petit sentier engazonné d'environ 150 de mètres et ensuite à travers les cultures.

## Histoire

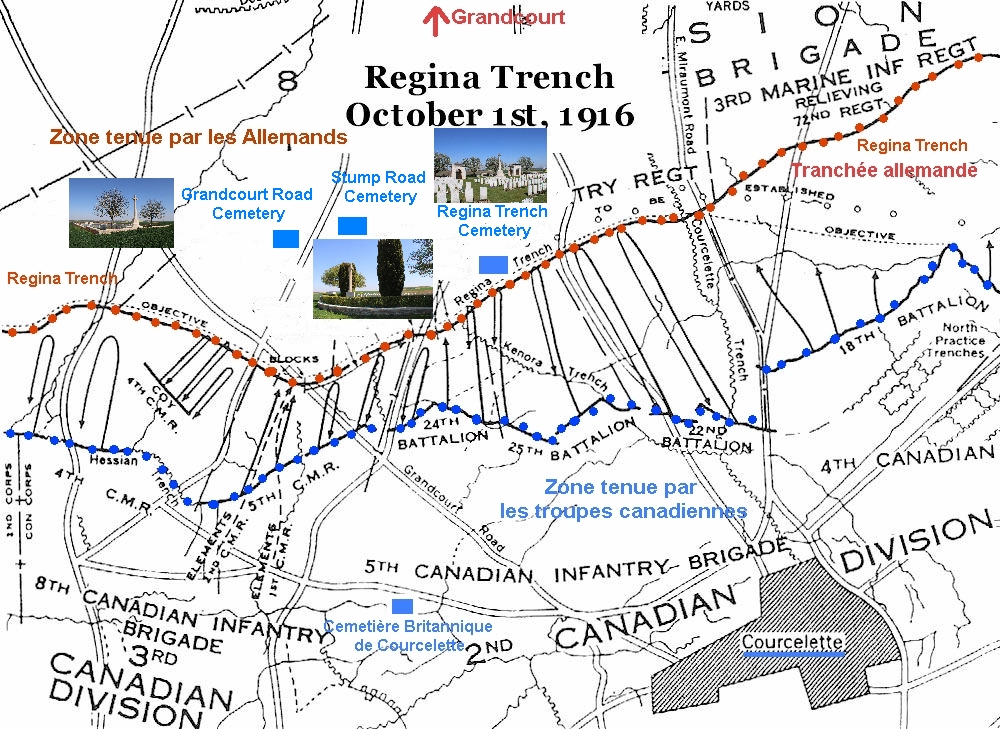
Carte de l'attaque du 1er octobre 1916. Le Grancourt Road Cemetery est tout près du lieu de la tranchée.

Le 1er juillet 1916, premier jour de la bataille de la Somme, le village de Grandcourt est atteint par une partie de la 36e division (Ulster) lorsque des patrouilles de la Royal Naval Division le trouvèrent désert. Mais le secteur sera repris par les troupes allemandes et il faudra attendre le repli allemand sur la ligne Hindenburg, début février 1917, pour qu'il soit définitivement occupé par les troupes britanniques. Il fut de nouveau aux mains des Allemands d'avril à août 1918.

Le cimetière de Grandcourt Road fut construit au printemps 1917 lorsque le champ de bataille de l'Ancre fut dégagé. Le cimetière contient aujourd'hui 389 sépultures et commémorations de la Première Guerre mondiale dont 106 ne sont pas identifiées.

## Caractéristiques
Le cimetière est clos par un muret de briques.

Le cimetière a été conçu par Sir Herbert Baker.

## Galerie

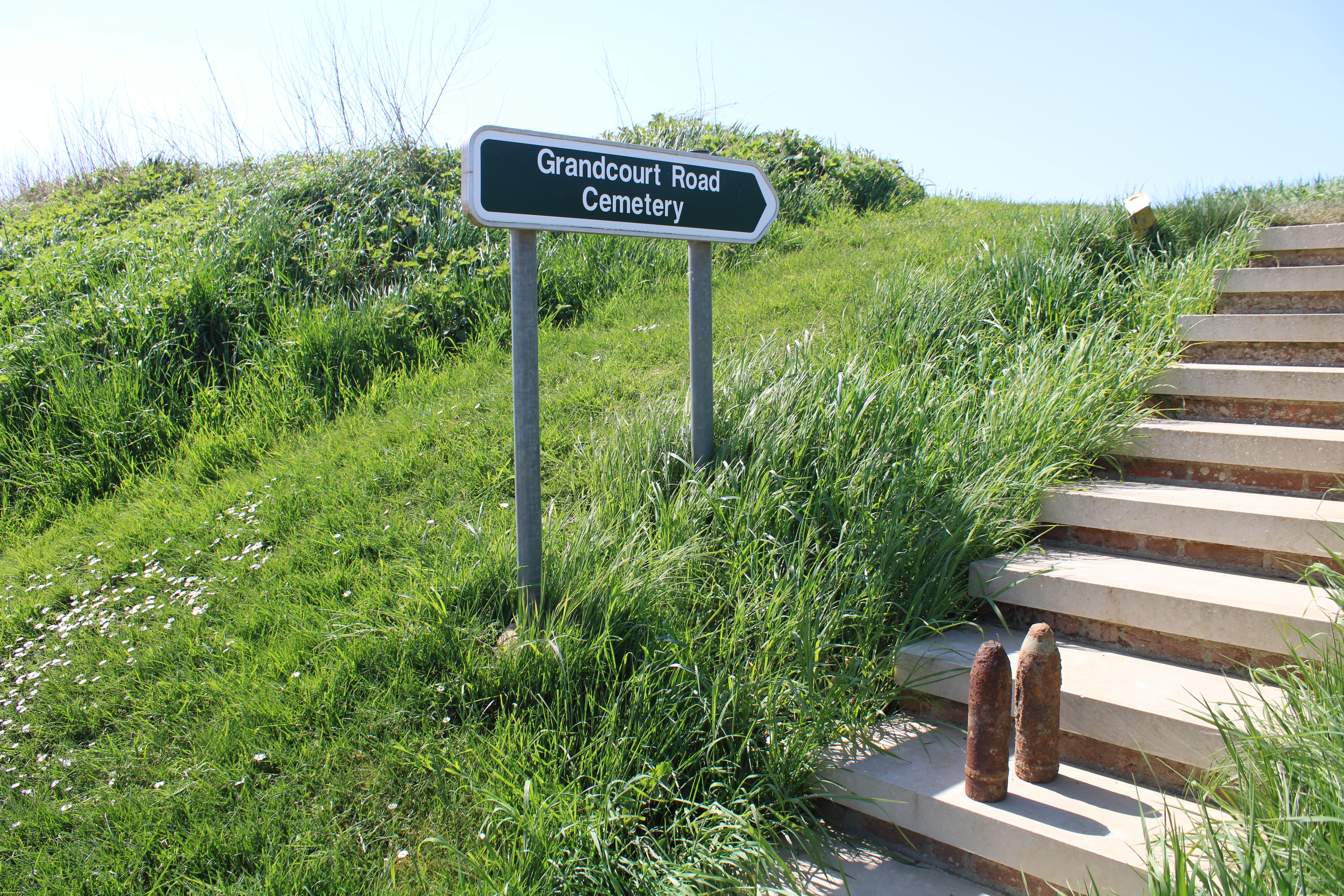
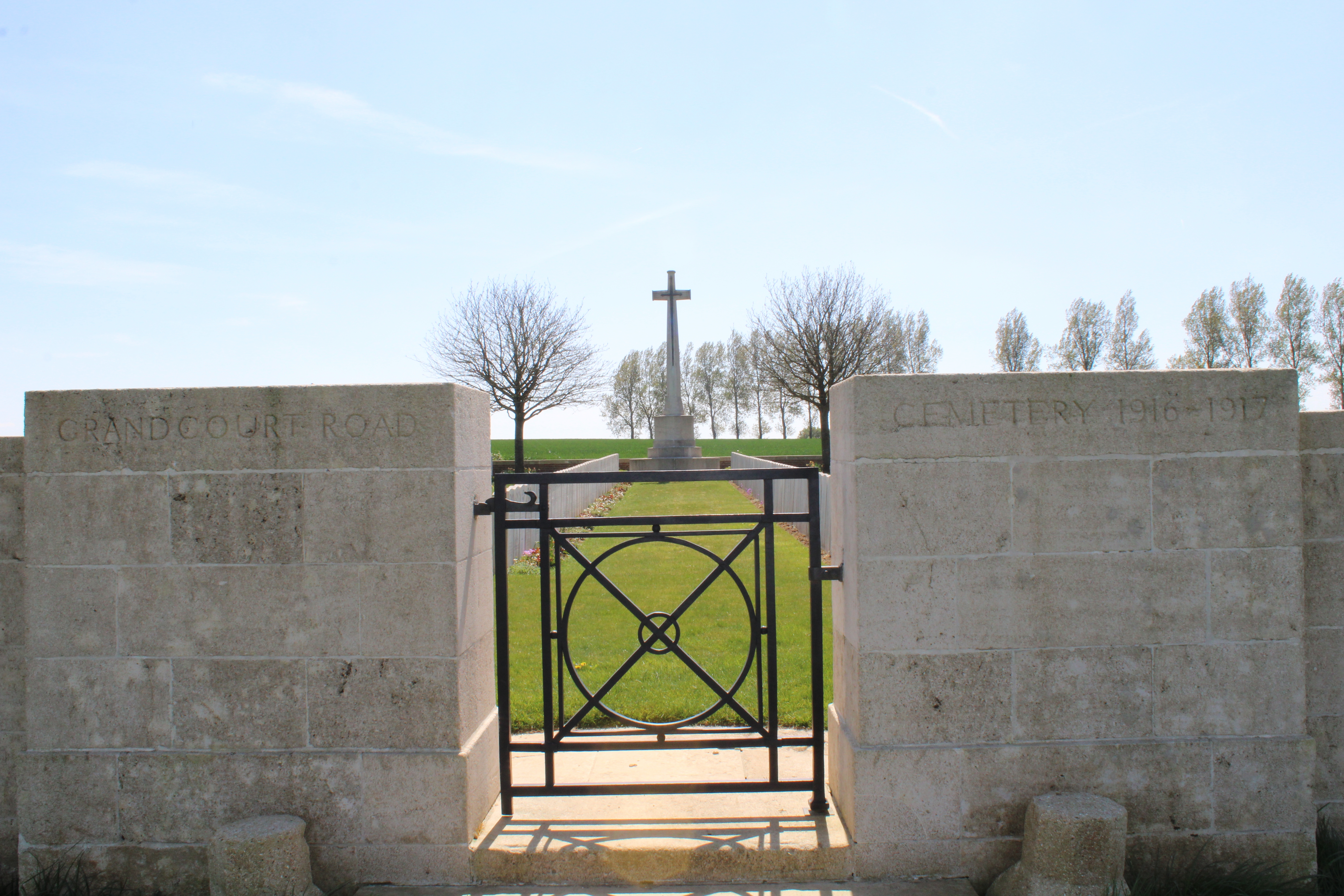
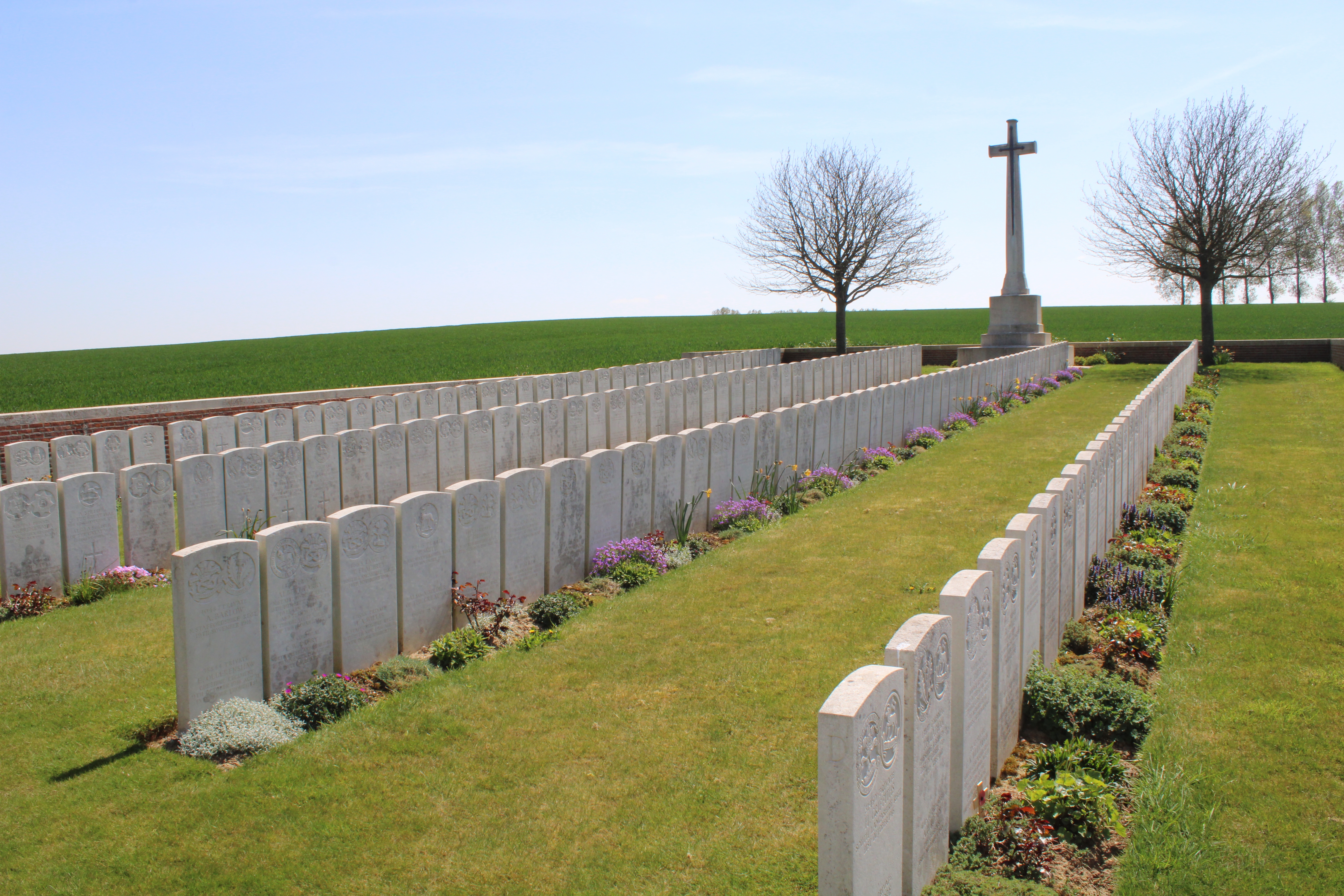
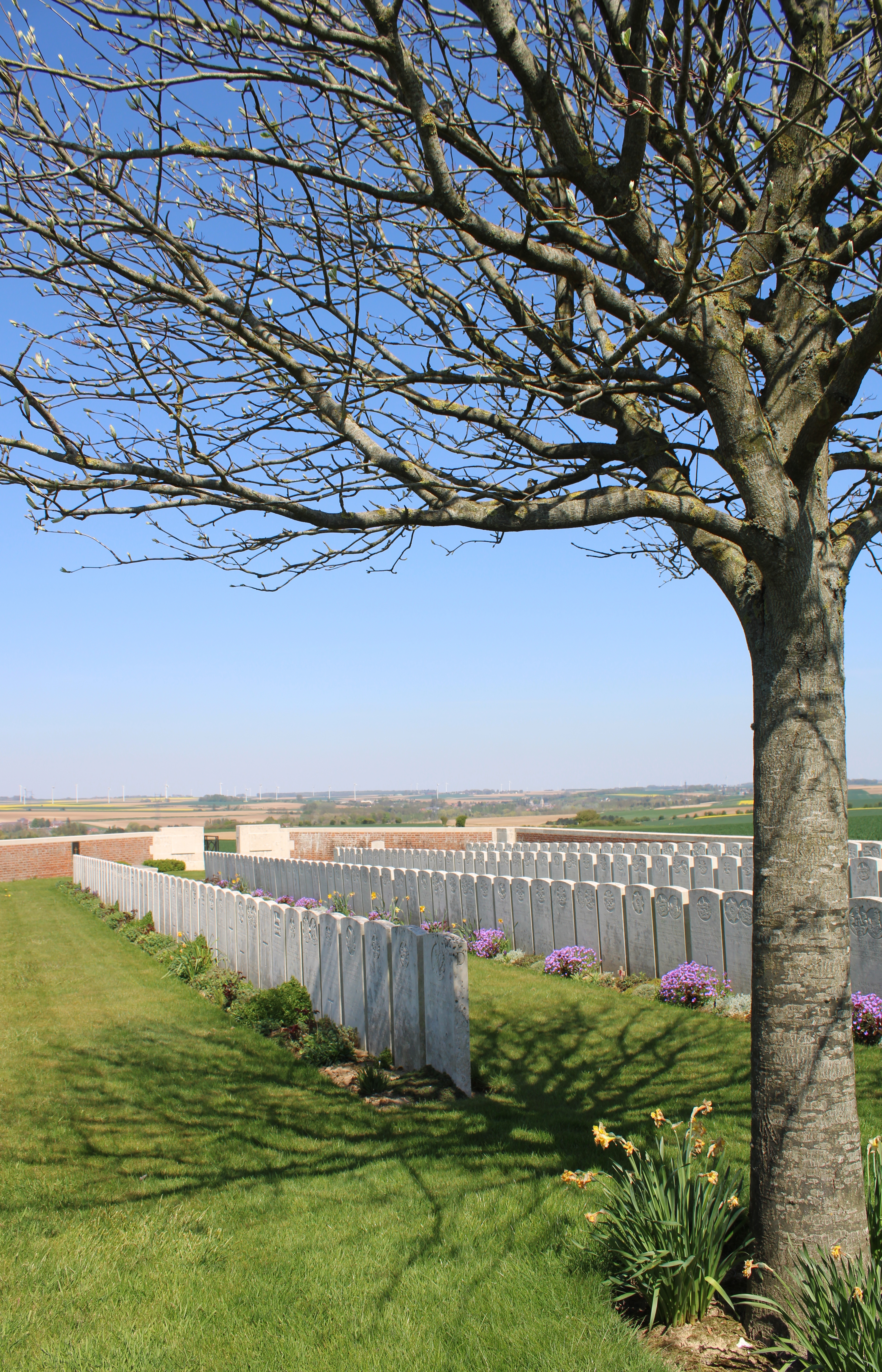
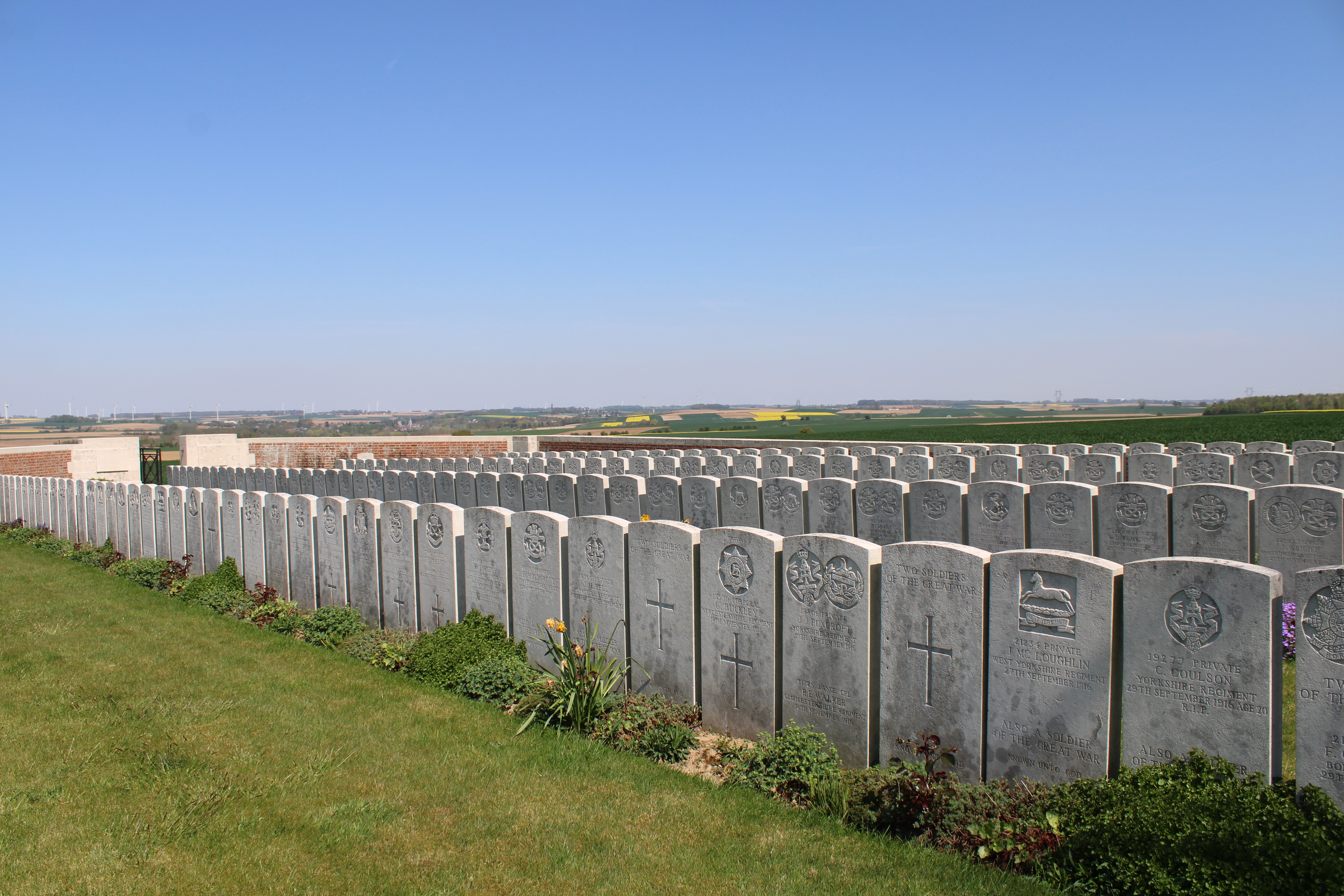
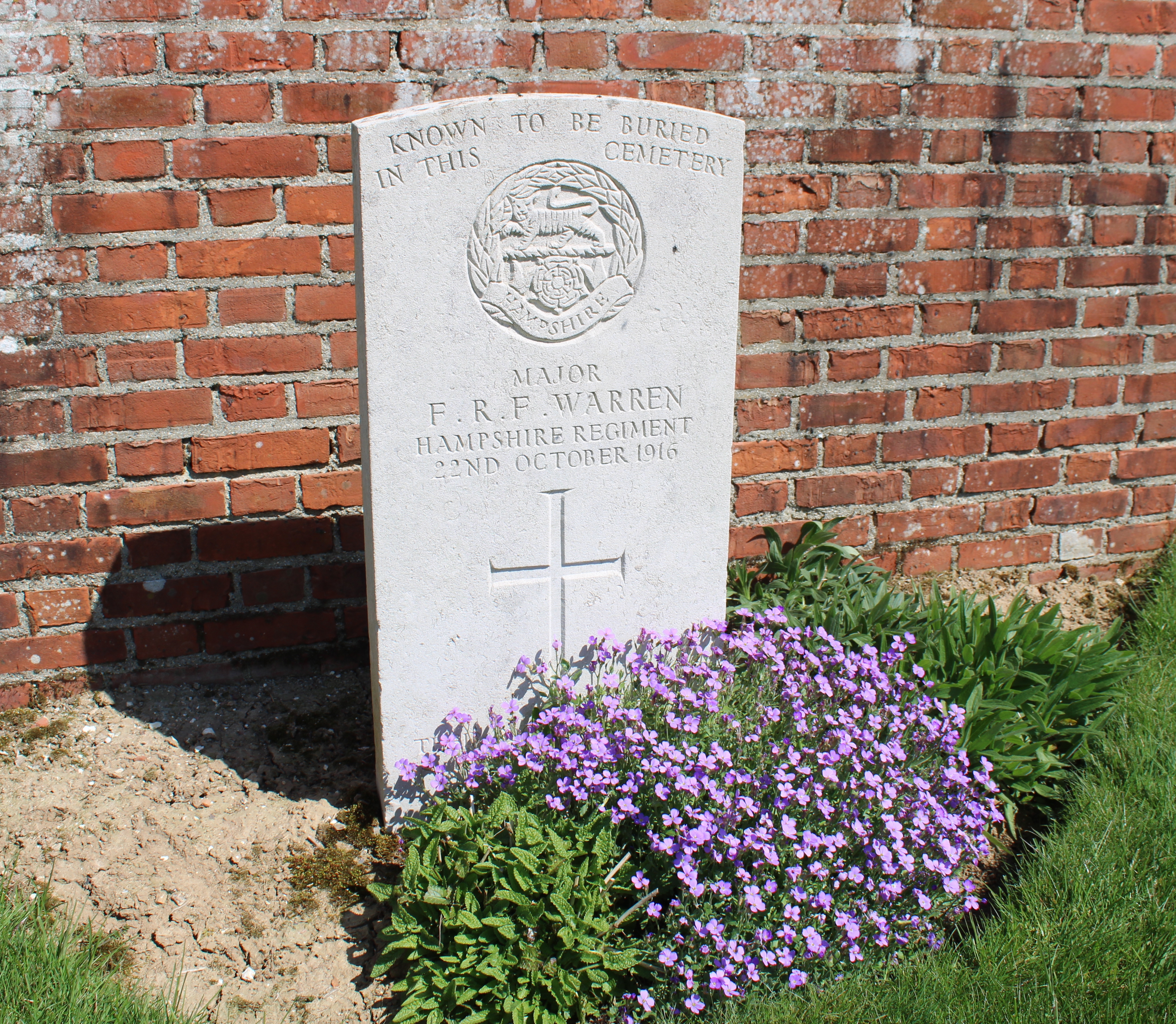

## Sépultures
| Pays        | Sépultures |
| ----------- | ---------- |
| Royaume-Uni | 388        |
| Canada      | 1          |
| Total       | 389        |